# Diodato Lioy
Diodato Lioy (Venosa, 17 febbraio 1830 – Napoli, 30 dicembre 1912) è stato un giurista e giornalista italiano.

## Biografia
Direttore dell'Indipendenza italiana e collaboratore del Nomade, nel 1862 fondò, assieme a Giovanni Brombeis, Lorenzo Castrovilli e Pietro Sterbini, il quotidiano mazziniano Roma. Nel 1865, venne incaricato libero docente di economia politica e diritto amministrativo presso l'Università di Napoli. Fu, inoltre, autore di diverse opere memorialistiche, economiche e giuridiche, le quali furono distribuite anche all'estero.

## Opere fondamentali
- Due anni di vita politica e letteraria, Marghieri (1863)
- Del principio di nazionalità guardato dal lato della storia e del dritto pubblico, Marghieri (1864)
- Della filosofia del diritto, N. Jovene, (1884)
- Opuscoli politici ed economici, Regina, (1910)